# Heinz-von-Heiden-Arena

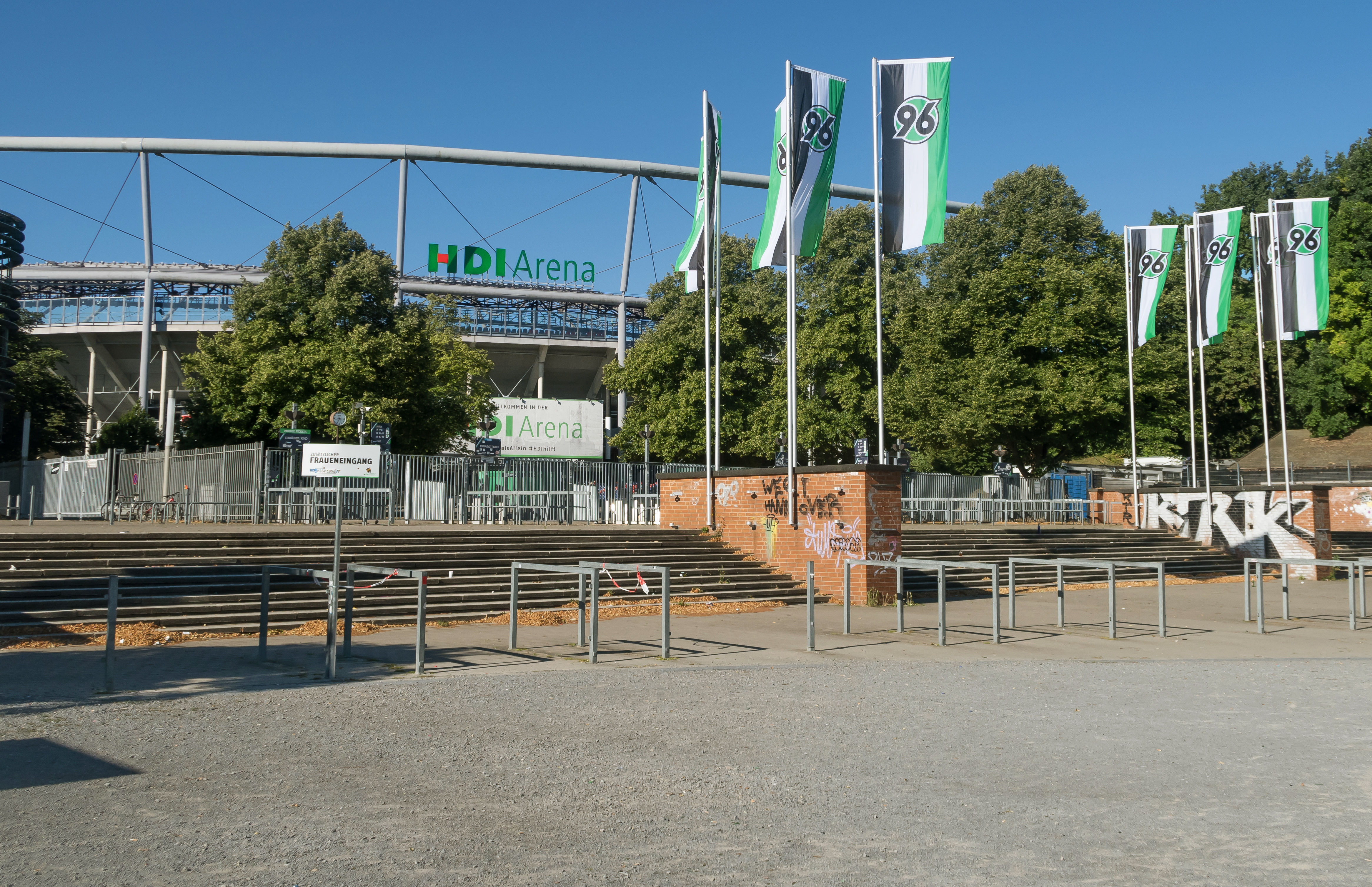
Hannover, la entrada principal de HDI-Arena

El Heinz-von-Heide-Arena, antes HDI-Arena, es un estadio de fútbol ubicado en la ciudad de Hannover capital del estado federal alemán de Baja Sajonia. Sede habitual del Hannover 96 club de la Bundesliga Alemana. Aparte del fútbol, el estadio también fue escenario de varios campeonatos de atletismo alemán, el Turnfest alemán (un festival de deportes), de una final de balonmano, conciertos (incluso en éste recinto fue grabada una canción en vivo: Keep Talking de Pink Floyd, durante los 2 conciertos en el Neidersachsenstadion, durante la gira The Division Bell Tour, como parte del disco doble en vivo llamado Pulse), partidos de rugby y fútbol americano.

## Historia
Construido entre 1952 y 1954 con el nombre de "Niedersachsenstadion" ("Estadio de Baja Sajonia"), ha sido sede de la Copa Mundial de Fútbol de 1974, Eurocopa 1988, Copa Confederaciones 2005 y de la Copa Mundial de Fútbol de 2006. De 2002 hasta 2013, el estadio llevó el nombre de "AWD-Arena", después del financiamiento que obtuvo del banco alemán Allgemeine WirtschaftsDienst (AWD) para su remodelación. El 19 de abril de 2013, Hannover 96 y el Grupo HDI anunciaron que el estadio se llamará HDI Arena a partir de julio de 2013 durante los próximos siete años. En noviembre de 2019, el contrato se prorrogó hasta el 30 de junio de 2022.
Los trabajos de remodelación empezaron en marzo de 2003 con el derribo de la tribuna norte.
Durante el desarrollo de la Copa Mundial de la FIFA 2006 tomó el nombre de Estadio de la Copa Mundial de la FIFA de Hannover (FIFA WM-Stadion Hannover), ya que la FIFA no permite ningún tipo de publicidad en el nombre de los estadios.

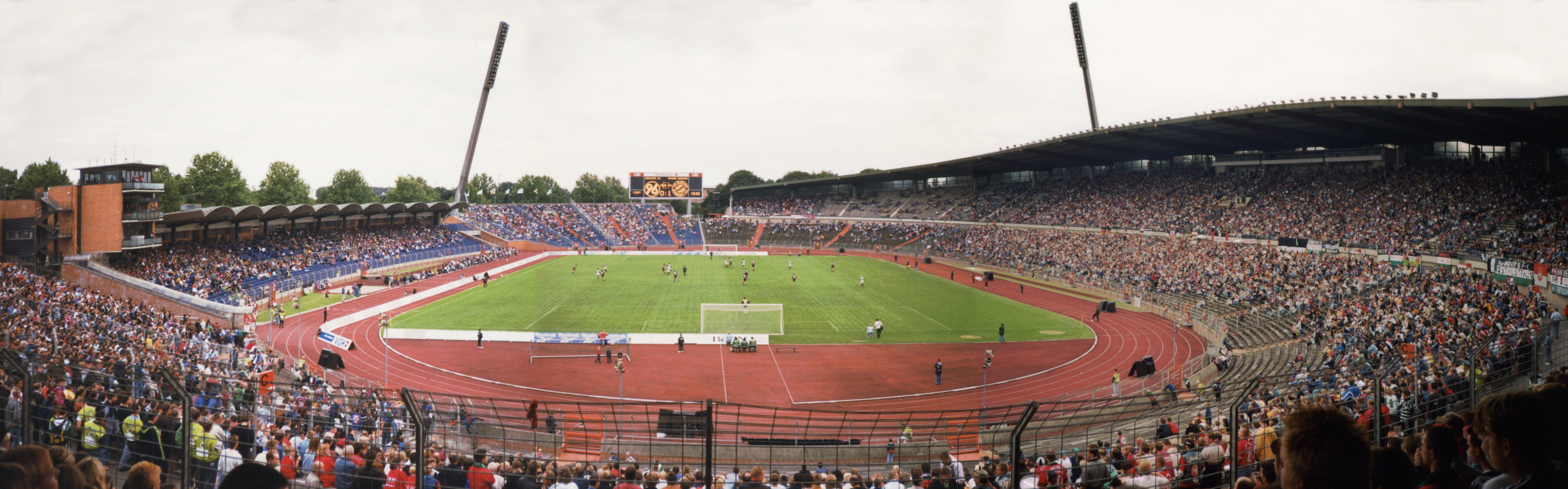
Panorámica del original Niedersachsenstadion.

## Eventos

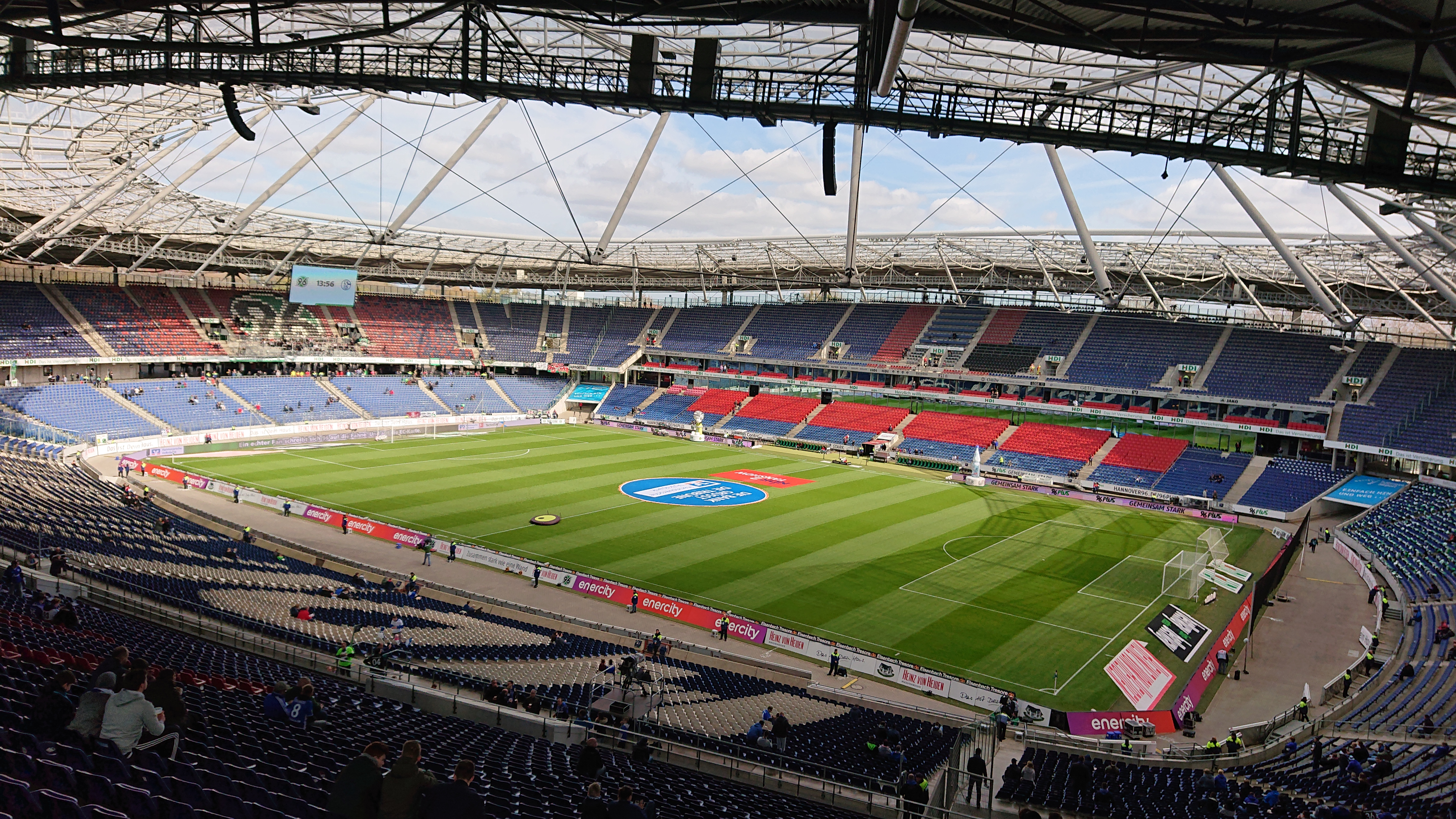

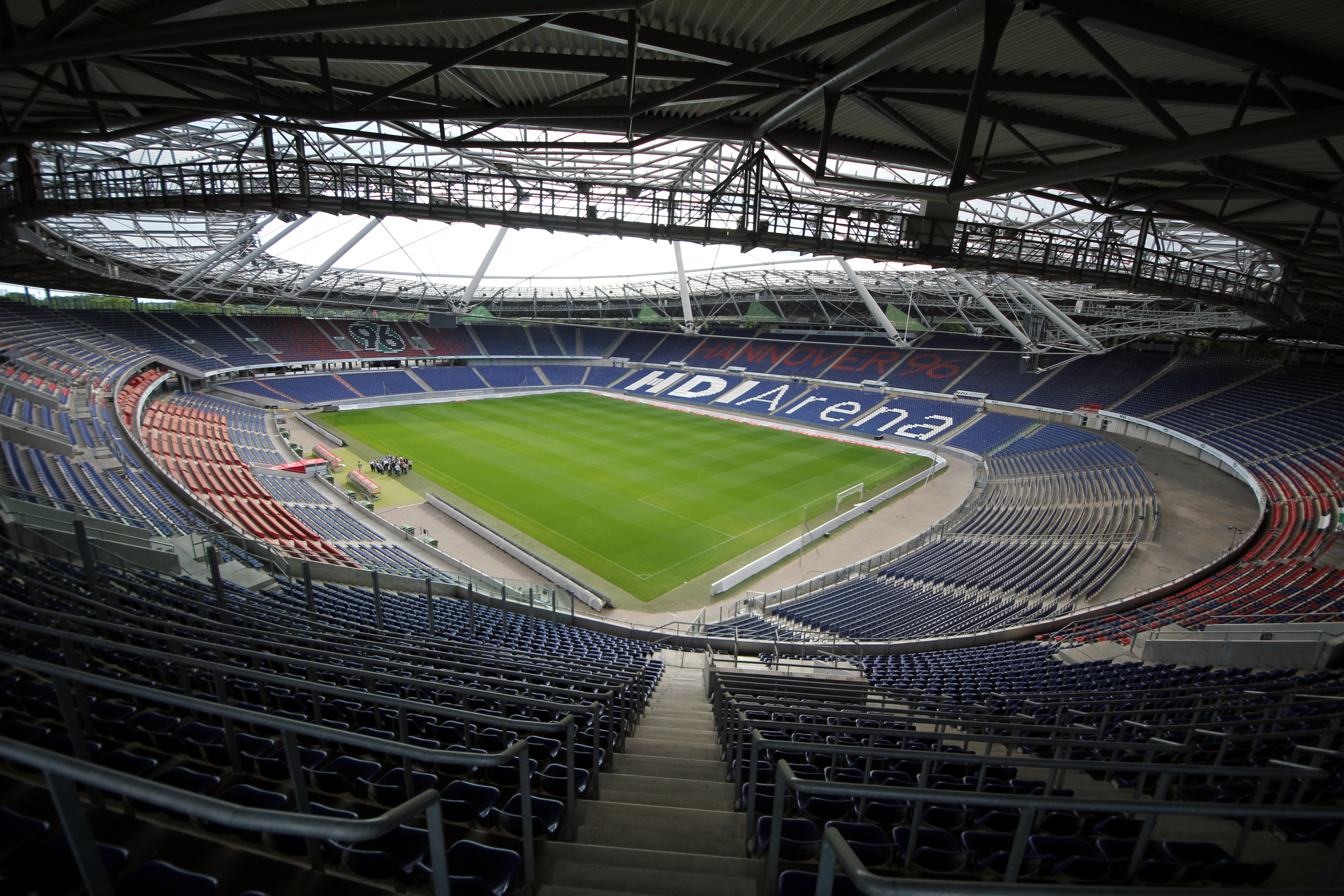

### Copa Mundial de Fútbol de 1974
El estadio albergó cuatro partidos de la Copa Mundial de Fútbol de 1974.
| Fecha               | Selección #1 | Resultado | Selección #2         | Ronda                 | Espectadores |
| ------------------- | ------------ | --------- | -------------------- | --------------------- | ------------ |
| 15 de junio de 1974 | Uruguay      | 0–2       | Países Bajos         | Primera fase, Grupo 3 | 53.000       |
| 19 de junio de 1974 | Bulgaria     | 1–1       | Uruguay              | Primera fase, Grupo 3 | 12.000       |
| 26 de junio de 1974 | Brasil       | 1–0       | Alemania Democrática | Segunda fase, Grupo A | 58.463       |
| 30 de junio de 1974 | Argentina    | 1–2       | Brasil               | Segunda fase, Grupo A | 38.000       |

### Eurocopa 1988
El estadio albergó dos partidos de la Eurocopa 1988.
| Fecha               | Selección #1 | Resultado | Selección #2    | Ronda                 | Espectadores |
| ------------------- | ------------ | --------- | --------------- | --------------------- | ------------ |
| 11 de junio de 1988 | Dinamarca    | 2–3       | España          | Primera fase, Grupo A | 60.366       |
| 15 de junio de 1988 | Irlanda      | 1–1       | Unión Soviética | Primera fase, Grupo B | 38.308       |

### Copa Confederaciones 2005
El estadio albergó tres partidos de la Copa Confederaciones 2005.
| Fecha               | Selección #1 | Resultado    | Selección #2 | Ronda                 | Espectadores |
| ------------------- | ------------ | ------------ | ------------ | --------------------- | ------------ |
| 16 de junio de 2005 | Japón        | 1–2          | México       | Primera fase, Grupo B | 60.366       |
| 19 de junio de 2005 | México       | 1–0          | Brasil       | Primera fase, Grupo B | 38.308       |
| 25 de junio de 2005 | México       | 1–1 (5:6 p.) | Argentina    | Semifinales           | 60.366       |

### Copa Mundial de Fútbol de 2006
El estadio albergó cinco partidos de la Copa Mundial de Fútbol de 2006.
| Fecha               | Selección #1 | Resultado | Selección #2  | Ronda                 | Espectadores |
| ------------------- | ------------ | --------- | ------------- | --------------------- | ------------ |
| 12 de junio de 2006 | Italia       | 2–0       | Ghana         | Primera fase, Grupo E | 43.000       |
| 16 de junio de 2006 | México       | 0–0       | Angola        | Primera fase, Grupo D | 43.000       |
| 20 de junio de 2006 | Costa Rica   | 1–2       | Polonia       | Primera fase, Grupo A | 43.000       |
| 23 de junio de 2006 | Suiza        | 2–0       | Corea del Sur | Primera fase, Grupo G | 43.000       |
| 27 de junio de 2006 | España       | 1–3       | Francia       | Octavos de final      | 43.000       |